# 2022년 오슬로 총기 난사 사건
2022년 6월 25일 노르웨이 오슬로의 세 곳에서 총기 난사 사건이 발생해 2명이 사망하고 21명이 부상을 당했다. 경찰에 따르면 총격 사건은 노르웨이 성과 젠더 다양성 기구(Organization for Sexual and Gender Diversity) 오슬로 지부가 주최한 지역 LGBT 프라이드 행사인 오슬로 프라이드(Oslo Pride)를 겨냥한 이슬람 테러 행위였다. 경찰은 이전에 편집성 정신분열증 진단을 받은 이란에서 귀화한 남성 자나르 마타푸르(Zanar Matapour)를 체포했다. 그는 살인, 살인미수, 테러 혐의로 기소됐다.